# Iván Córdoba
Iván Ramiro Córdoba Sepúlveda (* 11. srpna 1976, Rionegro, Kolumbie) je bývalý kolumbijský fotbalový obránce a reprezentant. Kariéru ukončil v roce 2012 v italském klubu FC Internazionale Milano. Hrával na postu středního obránce.

## Klubová kariéra
- Deportivo Rionegro 1993–1995
- Atlético Nacional 1996–1998
- CA San Lorenzo de Almagro 1998–2000
- FC Internazionale Milano 2000–2012

## Reprezentační kariéra
Celkově za kolumbijský národní výběr odehrál 73 zápasů a vstřelil v něm 5 branek. Zúčastnil se CA 1997 v Bolívii, MS 1998 ve Francii, CA 1999 v Paraguay, CA 2001 v Kolumbii, KP 2003 ve Francii a CA 2007 ve Venezuele.